# William Warelwast
William Warelwast est un évêque d'Exeter du début du XIIe siècle.

## Famille
William semble être originaire de Véraval (désigné Warelvuast, Warelwast en 1024; Wareluuast à la fin du XIIe siècle; Warelwast en 1142), hameau de Hautot-le-Vatois en Normandie.
Il a deux neveux connus, Robert Warelwast qui deviendra évêque d'Exeter (1138-1155) et William qui sera son intendant.

## Biographie
Il a peut-être fait ses études à Laon.
Aumônier de William Rufus, il est envoyé en 1095 par le roi avec Gérard, futur archevêque d'York, en ambassade auprès du pape Urbain II.
Archidiacre d'Exeter, il est en 1106 le négociateur du roi dans les discussions qui menent au règlement de la controverse sur les investitures en Angleterre. Vacant depuis la mort d'Osbern Fitz Osbern en 1103, il est élu évêque d'Exeter et consacré à Cantorbéry le 11 août 1107 par l'archevêque Anselme.
Il lance la reconstruction de la cathédrale d'Exeter.
Après s'être retiré, il meurt le 26 septembre 1137 au prieuré de Plymton, dans le Devon. Il y est enterré le 1 octobre suivant.